# Sopa Intasen
Sopa Intasen (25 de marzo de 1982) es un deportista tailandés que compitió en atletismo adaptado. Ganó cuatro medallas en los Juegos Paralímpicos de Verano en los años 2000 y 2012.

## Palmarés internacional
| Juegos Paralímpicos | Juegos Paralímpicos   | Juegos Paralímpicos | Juegos Paralímpicos |
| Año                 | Lugar                 | Medalla             | Prueba              |
| ------------------- | --------------------- | ------------------- | ------------------- |
| 2000                | Sídney (Australia)    | Medalla de oro      | 4 × 100 m T54       |
| 2000                | Sídney (Australia)    | Medalla de plata    | 4 × 400 m T54       |
| 2000                | Sídney (Australia)    | Medalla de plata    | 100 m T53           |
| 2012                | Londres (Reino Unido) | Medalla de plata    | 4 × 400 m T53/54    |